# Юркевич, Пётр Ильич
Пётр Ильи́ч Юрке́вич (? — 24 мая [5 июня] 1884, Петербург) — русский писатель, переводчик и драматург, театральный критик, председатель литературно-театрального комитета. Тайный советник.

## Биография
В службу вступил 20 сентября 1828 года. В действительные статские советники был произведён 10 июня 1853 года; был сверхштатным чиновником «канцелярии статс-секретаря у принятия прошений». С 16 апреля 1867 года имел чин тайного советника; был причислен к Министерству императорского двора. В 1832 и 1859 годах за усердную службу получал подарки, в 1850 году — орден Св. Анны 2-й степени с императорской короной, в 1856у — орден Св. Владимира 3-й степени, в 1861 — орден Св. Станислава 1-й степени, в 1871 — орден Св. Анны 1-й степени ( в 1872 году к нему была пожалована императорская корона).
С 1834 года писал театральные заметки в «Северной пчеле» под псевдонимами П. Медведский, П. М—ский и П. М.
Писал также художественные произведения: «Приключения Корочкина» (напечатана в «Библиотеке для Чтения», 1850, кн. 12, под псевдонимом П. Голубин); «Повесть без названия» (в «Новогоднике», изд. Н. Кукольником. — СПб., 1839; под псевдонимом Медведский); его драматические произведения (под псевдонимом П. Голубин): «Воробей» (комедия в 1 действии. — СПб., 1875); «Бедовой процесс» (комедия в 3 действиях, 1876); «Заветный клад» (драма в 7 картинах, 1876); «Погоня за счастьем» (драма в 4 действиях, 1876); «Утопленник» (драма в 4 действиях, 1876); «Два браслета» (комедия в 1 действии, 1878); «Гомеопат и аллопат» (шутка-водевиль, 1879); «Три зонтика и две свадьбы» (комедия в 1 акте, 1880). Некоторые из переведённых им пьес долго держались на репертуаре, например «Две сиротки», «Бездна» Диккенса и др. Его оригинальная драма «Гайдамак-Горкуша» долго не сходила с репертуара провинциальных театров.Также были напечатаны: «Из воспоминаний петербургского старожила» («Исторический вестник». — 1882. — Кн. 10).
Имел дачу в Петергофе и 4000 десятин земли в Черниговской губернии.
Умер 24 мая (5 июня) 1884 года. Похоронен на Казанском кладбище в Царском Селе.